# Deville, Ardennes
Deville är en kommun i departementet Ardennes i regionen Grand Est (tidigare regionen Champagne-Ardenne) i nordöstra Frankrike. Kommunen ligger  i kantonen Monthermé som ligger i arrondissementet Charleville-Mézières. År 2022 hade Deville 1 044 invånare.

## Befolkningsutveckling
Antalet invånare i kommunen Deville
Referens: INSEE